# كلاسيك ميتال
الكلاسيك ميتال (بالإنجليزية: Classic metal)‏ هو المدرسة القديمة للميتال وهي الاقرب لصوت البلوز وللروك الكلاسيكي بسرعه اكتر وبصوت أثقل موسيقيا
ظهرت تلك المدرسة عام 1967 ولا يعرف بالتحديد علي يد من ظهرت فالبعض ينسبها ل ستيبن وولف باغنيه ولد ليكون بريا born to be wild البعض الآخر ل جيمي هندريكس وانغام جيتاره العنيفه انذاك التي اخذت موسيقي البلوز روك الي ابعاد اخري والبعض ينسبها الي الموجه الأولي للميتال مثل بلاك ثابث
و من أهم رواد تلك المدرسة ومؤسسي موسيقي الميتال
فرق مثل
ليد زابلين Led Zepplen
ديب بيربيل Deep Purple
بلاك سابث Black Sabbath
AC/DC
سكوربينز Scorpions
و قد عاصرت تلك الفرق الموجه الثانية لموسيقي الميتال البريطانية
NWOBHM استمرت بعضها مثل بلاك سابث.

## الشبهة في الاسم
نوّد لفت الانتباه إلى الخلط الّدائم بين الميتال الكلاسيكي من حيث فترة ظهوره (و هو الذي يتحّث عنه هذا المقال) والكلاسيك ميتال الآخر وسبب تسميته هي تشّبثه بتقليد الموسيقى الكلاسيكية (و هذا الميتال في حد ذاته كثيرا ما يدمج أو ينطوي تحت سيمفونيك ميتال)